# Antoine Trampitsch
 (novembre 2023).
La mise en forme du texte ne suit pas les recommandations de Wikipédia : il faut le « wikifier ».
Les points d'amélioration suivants sont les cas les plus fréquents :
- Les titres sont pré-formatés par le logiciel. Ils ne sont ni en capitales, ni en gras.
- Le texte ne doit pas être écrit en capitales (les noms de famille non plus), ni en gras, ni en italique, ni en « petit »…
- Le gras n'est utilisé que pour surligner le titre de l'article dans l'introduction, une seule fois.
- L'italique est rarement utilisé : mots en langue étrangère, titres d'œuvres, noms de bateaux, etc.
- Les citations ne sont pas en italique mais en corps de texte normal. Elles sont entourées par des guillemets français : « et ».
- Les listes à puces sont à éviter, des paragraphes rédigés étant largement préférés. Les tableaux sont à réserver à la présentation de données structurées (résultats, etc.).
- Les appels de note de bas de page (petits chiffres en exposant, introduits par l'outil «  Source ») sont à placer entre la fin de phrase et le point final[comme ça].
- Les liens internes (vers d'autres articles de Wikipédia) sont à choisir avec parcimonie. Créez des liens vers des articles approfondissant le sujet. Les termes génériques sans rapport avec le sujet sont à éviter, ainsi que les répétitions de liens vers un même terme.
- Les liens externes sont à placer uniquement dans une section « Liens externes », à la fin de l'article. Ces liens sont à choisir avec parcimonie suivant les règles définies. Si un lien sert de source à l'article, son insertion dans le texte est à faire par les notes de bas de page.
- La présentation des références doit suivre les conventions bibliographiques. Il est recommandé d'utiliser les modèles {{Ouvrage}}, {{Chapitre}}, {{Article}}, {{Lien web}} et/ou {{Bibliographie}}. Le mode d'édition visuel peut mettre en forme automatiquement les références.
- Insérer une infobox (cadre d'informations à droite) n'est pas obligatoire pour parachever la mise en page.

Pour une aide détaillée, merci de consulter Aide:Wikification.
Si vous pensez que ces points ont été résolus, vous pouvez retirer ce bandeau et améliorer la mise en forme d'un autre article.
 (octobre 2023).
Antoine Trampitsch (également Anton Trampitsch ou Trampič, né le 4 avril 1860 à Wegscheide/Razpotje  (Köttmannsdorf (ou Kotmara), en Carinthie en Autriche) et mort le 7 mars 1940 à Nancy, est un maître brasseur et industriel français d'origine slovène.

## Origine et jeunesse
Les mémoires inachevées de Trampitsch révèlent que le père de Trampitsch, Kristijan Trampitsch, est né en 1811 dans le village de Wegscheide / Razpotje, dans la municipalité jadis slovénophone de Köttmannsdorf / Kotmara  en Carinthie en Autriche du sud. À 100 mètres de la maison natale, Napoléon Ier avait installé son état-major général au cours de ses campagnes militaires et aurait souvent pris le jeune Kristijan dans ses bras. Kristijan s'est marié à l'âge de 37 ans, il a eu 14 enfants. Les plus âgés reçurent une éducation supérieure au lycée de Klagenfurt, les plus jeunes, comme Anton Trampitsch lui-même, durent se contenter de l'école primaire.
Anton Trampitsch n'était destiné qu'à travailler à la ferme, mais cela répugnait au jeune Trampitsch. À 17 ans, sans aucun moyen financier et à l'insu de ses parents, il quitta son village natal et commença un apprentissage de brasseur chez Pahatz à Maria Elend/Podgorje dans la valée du Rosental/Rož. Après la mort de son père, il est allé à l'école de brassage de la bière à Mödling près de Vienne et a ensuite été employé dans une brasserie à Brunn am Gebirge en Basse-Autriche. Les autres étapes de son parcours furent la ville tchèque de Plzeň (Pilsen), entre 1883 et 1884 et enfin l'Alsace et la France.
Trampitsch a d'abord travaillé dans des brasseries à Lutterbach (chez un Français, comme le souligne Trampitsch), Maseveaux, Cravanches (jusqu'en juin 1886), Montbeliard et Châlons-sur-Marne. Enfin, en 1897, il acquiert dans le village de 6 000 habitants de Champigneulles en Lorraine un terrain pour sa future brasserie.

## Grande Brasserie de Champigneulles

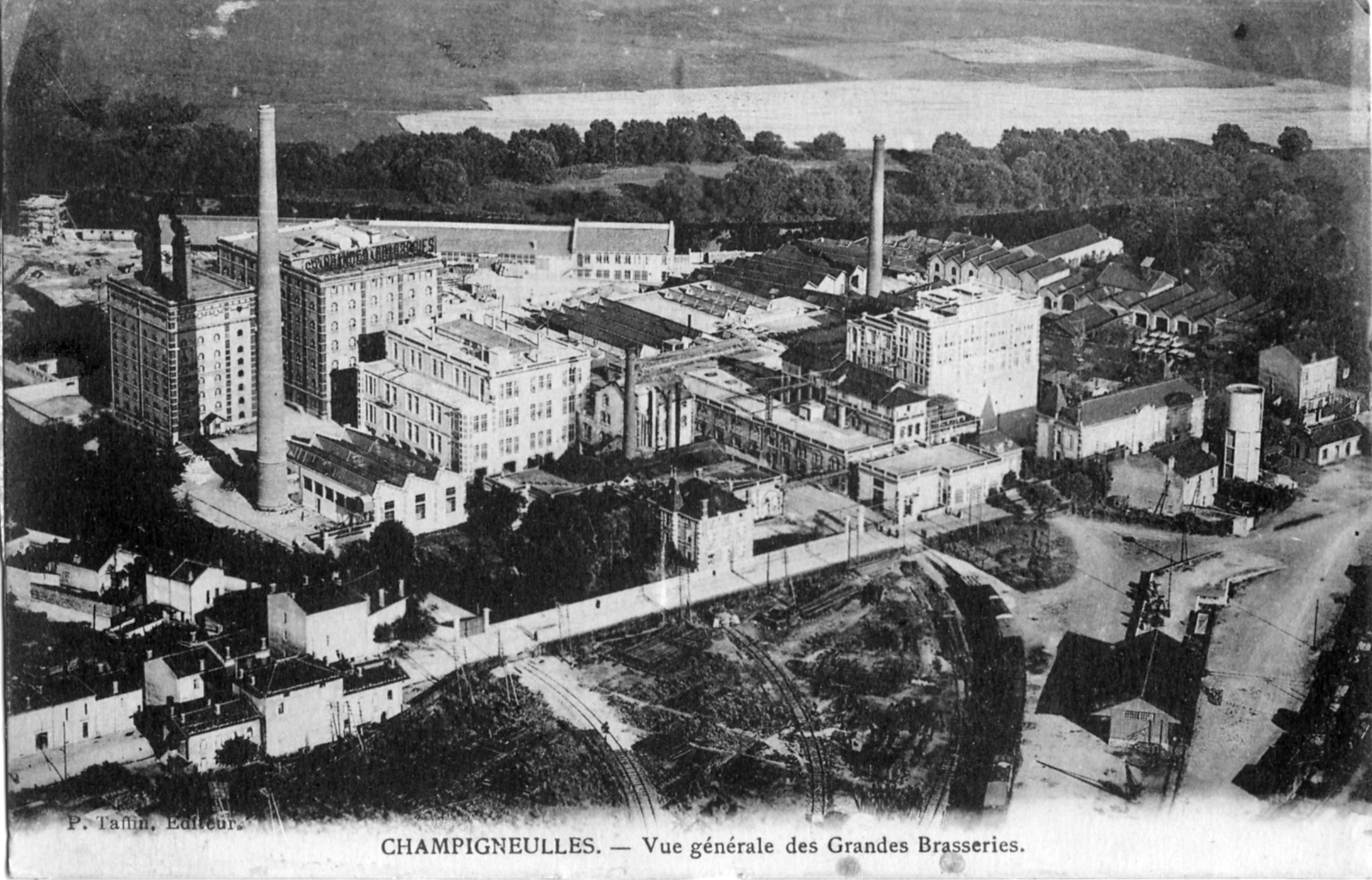
Brasserie de Champigneulles, vue générale d'ensemble

Avec le soutien de Victor Hinzelin, il réunit un million de francs et construit cette dernière, connue plus tard sous le nom de Grande Brasserie de Champigneulles. Dès 1898, 25 000 hl de bière y étaient brassés, Trampitsch, visant la production industrielle et sachant tirer profit de la distribution par le rail. La majeure partie de la production était livrée en fûts de 200 litres aux commerçants, qui versaient parfois eux-mêmes la bière en bouteilles. En 1913, la production de bière s'élevait à 210 000 hl et atteignait ainsi un volume jamais atteint en France jusqu'alors[réf. souhaitée]. Au fil du temps, cette brasserie est devenue l'une des plus grandes d'Europe et le fleuron de la brasserie française. La brasserie a employé jusqu'à 1 250 personnes. En 1924, la cité ouvrière de Beausoleil a été construite.
Pendant la Première Guerre mondiale, la brasserie a approvisionné le front de la Marne et de Verdun et, pendant la guerre, du matériel de production a été commandé en Suisse et livré en 1918. La brasserie a ainsi pu livrer de la bière dès la fin de la guerre, alors que la concurrence était encore en train de se réorganiser. Lorsque Trampitsch tomba malade et se retira en 1930, 410 000 hl étaient brassés à Champigneulles.
La Seconde Guerre mondiale frappa plus durement l'entreprise, mais René Hinzelin, le petit-fils du deuxième père fondateur, continua à diriger l'entreprise après la guerre. Ce n'est qu'en 1970 que la brasserie passa entre des mains étrangères à la famille et fut absorbée par une multinationale au début du XXIe siècle.

## Famille et identité
Trampitsch s'est marié deux fois. Son fils Armand Trampitsch (18 juin 1890-1970), qui avait rejoint l'entreprise en 1911, vendit sa part et partit pour Paris. Selon d'autres sources[Qui ?], il devint collectionneur d'art et constitua une remarquable collection archéologique. Sa collection de tableaux, principalement des XVIIe, XVIIIe et XIXe siècles, apparaît dans un catalogue de vente aux enchères publié en 1979 par la maison de vente aux enchères Drouot Rive Gauche à Paris.
La fille de Trampitsch, Emma Jeanne Gabrielle, a épousé l'officier Lucien Laissy et est enterrée dans la même sépulture que son père.
Trampitsch lui-même était jusqu'à la fin conscient de son identité d’origine Slovène de Carinthie et écrivit dans sa biographie inachevée les lieux de sa jeunesse en Carinthie en langue slovène.

## Réception

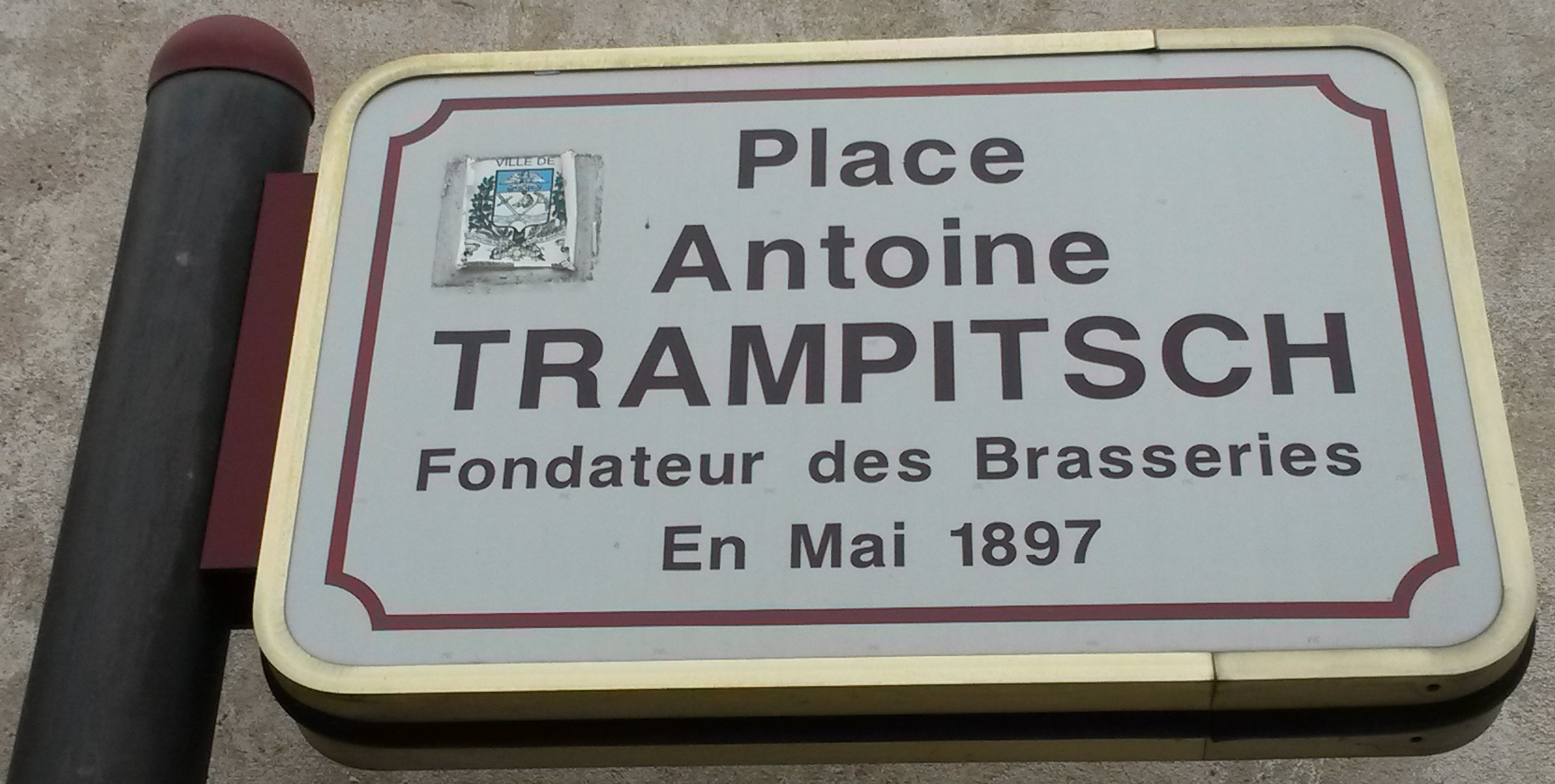
Panneau "Place Antoine Trampitsch" à Champigneulles, photo Lea Colombain

À Champigneulles, une place centrale du village porte son nom (Place Antoine Trampitsch). Ainsi, Trampitsch, né en 1840 sur les collines de la Sattnitz/Gure au sud de la capitale régionale de Klagenfurt et ayant quitté la Carinthie très jeune, est également un exemple d'une identité slovène qui dépasse les frontières régionales de la Carinthie .
Il fut enterré au cimetière des personnages célèbres Premontre à Nancy.